# John Duncan Young

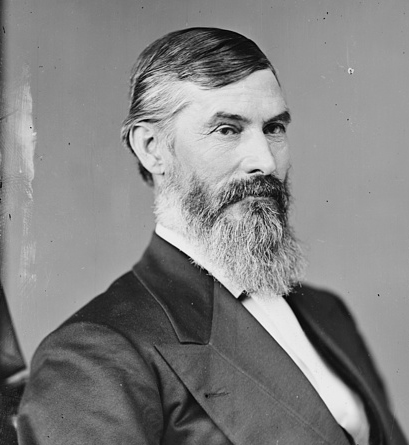
John Duncan Young

John Duncan Young (* 22. September 1823 in Owingsville, Bath County, Kentucky; † 26. Dezember 1910 in Mount Sterling, Kentucky) war ein US-amerikanischer Politiker. Zwischen 1873 und 1875 vertrat er den Bundesstaat Kentucky im US-Repräsentantenhaus.

## Werdegang
John Young besuchte die öffentlichen Schulen seiner Heimat. Nach einem anschließenden Jurastudium und seiner 1854 erfolgten Zulassung als Rechtsanwalt begann er in Owingsville in diesem Beruf zu arbeiten. Später wurde er auch in der Landwirtschaft tätig. Während der Regierungszeit von Präsident Franklin Pierce (1853–1857) war Young amtierender US Marshal für Kentucky. Zwischen 1858 und 1862 sowie nochmals in den Jahren 1866 und 1867 fungierte er als Richter im Bath County. Politisch wurde er Mitglied der Demokratischen Partei. Im Jahr 1866 war er erstmals in den Kongress gewählt worden; dort wurde ihm aber sein Sitz verweigert.
Bei den Kongresswahlen des Jahres 1872 wurde Young dann im damals wieder eingerichteten zehnten Wahlbezirk von Kentucky in das US-Repräsentantenhaus in Washington, D.C. gewählt, wo er am 4. März 1873 sein neues Mandat antrat. Da er im Jahr 1874 auf eine weitere Kandidatur verzichtete, konnte er bis zum 3. März 1875 nur eine Legislaturperiode im US-Repräsentantenhaus absolvieren. Nach seiner Zeit im Kongress betätigte sich Young zunächst wieder in der Landwirtschaft. Zwischen 1884 und 1889 war er Eisenbahnbeauftragter seines Heimatstaates. Danach war er von 1890 bis 1895 erneut Richter im Bath County. Er starb am 26. Dezember 1910 in Mount Sterling.